# Brania nutrix
Brania nutrix är en ringmaskart som först beskrevs av Monro 1936.  Brania nutrix ingår i släktet Brania och familjen Syllidae. Inga underarter finns listade i Catalogue of Life.